# Julio Ruiz de Alda
Julio Ruiz de Alda Miqueleiz, né le 7 octobre 1897 à Estella-Lizarra et mort le 23 août 1936 à Madrid, est un aviateur et homme politique espagnol, pionnier de l'aviation et cofondateur, avec José Antonio Primo de Rivera, de la Phalange espagnole.

## Biographie
En 1926, il devient un héros national quand il pilote l'hydravion Plus Ultra (es) (Dornier Wal) au cours d'un vol transatlantique. Son copilote est Ramón Franco ; les autres membres de l'équipage sont l'enseigne de vaisseau Juan Manuel Durán et le mécanicien Pablo Rada. Le Plus Ultra décolle de Palos de la Frontera, province de Huelva (Espagne) le 22 janvier et arrive à Buenos Aires, Argentine le 26 janvier. Il fait escale à Grande Canarie, Cap-Vert, Pernambouc, Rio de Janeiro et Montevideo. Le voyage de 10 270 km est bouclé en 59 heures et 39 minutes.

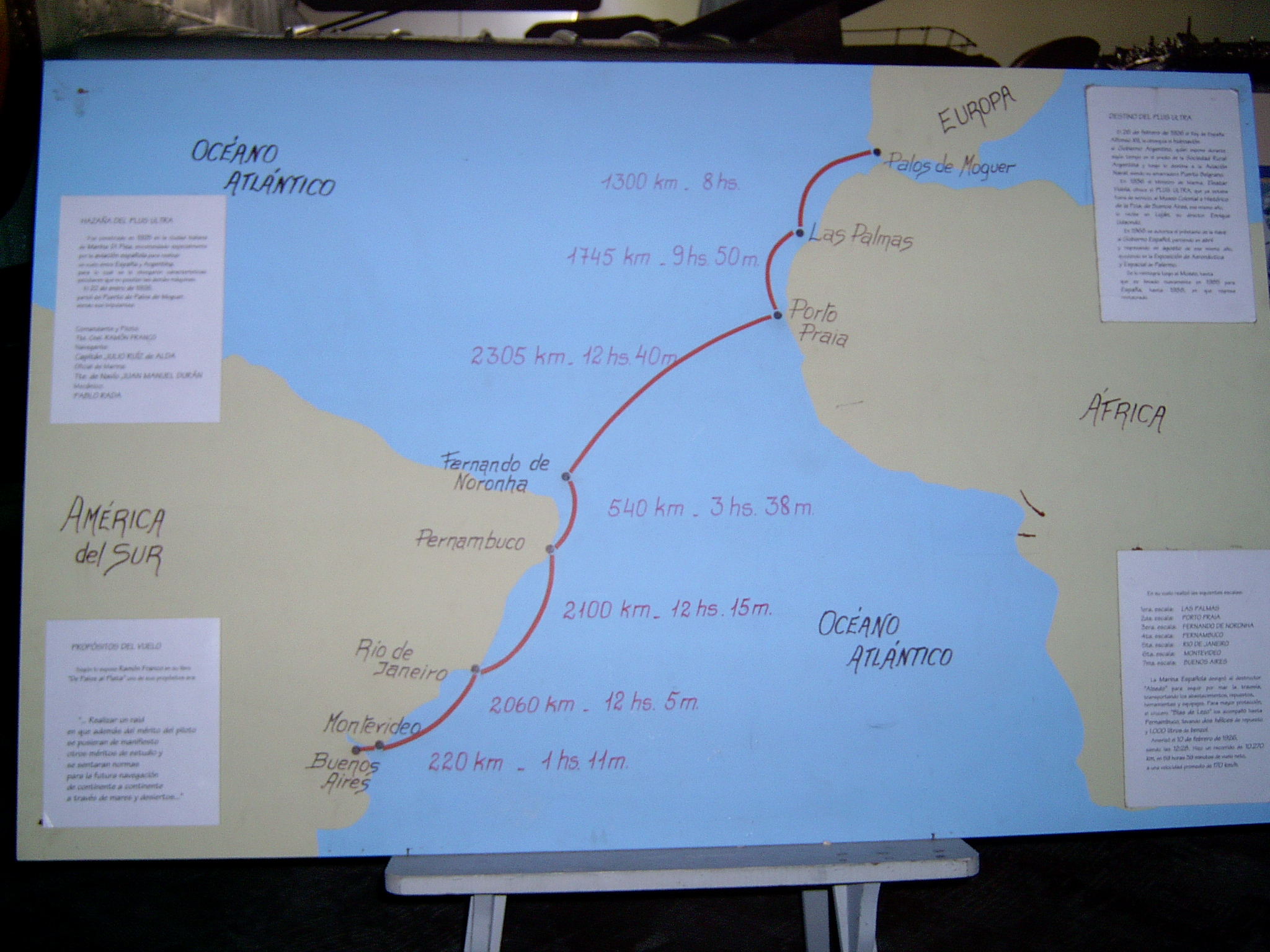
Route suivie par le Plus Ultra en 1926.

L'événement paraît dans la majorité des grands journaux du monde, certains soulignant le fait que l'aéronef lui-même et l'expertise technique étaient étrangers. Cependant, à travers le monde hispanophone les aviateurs espagnols sont frénétiquement acclamés, particulièrement en Argentine et en Espagne où des milliers de gens se rassemblent dans le square Christophe Colomb de Madrid[réf. nécessaire].
Après la proclamation de la Deuxième République, il est de plus en plus attiré par les mouvements d'extrême droite et l'idéologie fasciste. Avec José Antonio Primo de Rivera et Rafael Sánchez Mazas, il fonde le petit Mouvement syndicaliste espagnol (MES). Plus tard, en 1933, Ruiz de Alda fut l'un des fondateurs du mouvement fasciste Falange Española (FE) avec Primo de Rivera, Sánchez Mazas et Alfonso García Valdecasas. En fait, il fut l'un des trois orateurs — avec Primo de Rivera y Valdecasas — lors de la réunion fondatrice de la Phalange le 29 octobre 1933 au Théâtre de la Comédie de Madrid.
Arrêté à son bureau le 14 mars 1936, dans le cadre de l'opération policière qui démantela la direction de la Phalange, Ruiz de Alda fut ensuite détenu dans la prison Modèle de Madrid. 
Le 22 août 1936, la prison est envahie par des miliciens anarchistes qui en prennent le contrôle et décident d'exécuter plusieurs prisonniers importants. Ruiz de Alda faisait partie du groupe de 28 à 30 personnes qui furent sélectionnées par les miliciens et fusillées dans les cours de la prison lors de ce qu'on appelle le massacre de la prison Modèle. 